# Криптомагијски приступ лечењу
Криптомагијски приступ лечењу заснива се на научно заснованим уверењима a posteriori, и резултатима магијске праксе прихватања a priori. Тако, се уз учешће у конкретном процесу, уз придржавање правила ритуализованог понашања, претпоставља позитиван исход лечења. Том облику лечења подлеже данас не само алтернативна већ и савремена медицинска пракса.

## Лекар као вршилац обреда
Поверење на коме се заснива однос између пацијента и лекара током прегледа у ординацији има све елементе наслеђене магијске праксе из давних времена и народне медицине и „обухвата вршиоце обреда, чинове и представе“,
Полазећи од овога и данас званична медицина на многим својим пољима деловања задржава привилегију да буде окружена магијским правилима, упутствима и ритуалима у најопштијем значењу (нпр ритуализован став према терапеутском процесу – узимати лекове „на шест сати“, „после јела“, „на празан стомак“ итд). 
Лекар током прегледа пацијента прузима, улога „вршилаца обреда„, због тога што – већим делом прегледа уверава пацијената у успех лечења, које a priori почива на поверењу, а – на другој страни – и лекар своје поверење најчешће дугује туђим искуствима по чијим методама делује.
У дијагностички и терапеутски процес, наметнут од стране лекара, пацијент улази искључиво поверењем, без спознаје о суштини и начину деловања и резултатима крајњег исхода третмана. Појава која је интегрални елеменат тог процеса је успостављање односа лекар – пацијент, нека врста магијског feed back, у коме је третман, манипулисање симптома...било чиме или начином чињења... који садржајно почива на улози лекара као извршиоца/носиоца моћи које су ван могућности спознаје пацијента. 
| „ | Лекар те моћи стиче управо путем културно облико ваног веровања пацијента да су лекари, на основу знања о животу и смрти, „носиоци моћи“. У склопу ових односа треба посматрати чињеницу да се исходи лечења код пацијената сличних по свим знацима и симптомима врло често необјашњиво разликују, а што се у научној медицини објашњава есенцијалним узроцима на које се не може утицати. | ” |

У прилог магијском односу пацијената према лекарима иде и легална терапеутска метода названа плацебо ефекат: у којој употребом безопасног средства(неке вресте лажног лека) долази до промена у организму пацијента при чему су могућа честа драстична побољшања и коначни позитивни исходи као резултат такве куративне методе. То се може обијаснити чињеницом да пацијент прихватањем и деловањем по прописаним методама лечења, без истинског увида у разлоге и суштину процеса, укључује себе у магијско поимање света, засновано на вери и нади у успешан исход ритуализованог понашања као магијске трансакције.

## Разлике у криптогеном приступу пацијенту научне и алтернативне медицине
Ако упоредимо друштава у којима доминира научна медицина, са традиционалним друштвима која почивају на неписаним правилима и законима, чаробњака, шамана, врачева и заговорника алтернативне медицине они су према истраживањима структурно у заједници позиционирани у статус сличан ономе који имају савремени лекари.
Иако „медицинска пракса„ таквих терапеута припада магијском моделу мисаоних процеса и спознаје узрочно-последичних односа у природи они рационалним учешћем у сазнањима, заснованим на моделу учења путем успешних и погрешних покушаја, што овај модел приближава научном принципу проверљивости, ипак на неком нивоу схватају магијску праксу као апсурд који даје резултат.

## Пацијент у троуглу наука-магија-религија
У значењском јединству науке и магије, насталом током историјског развитка медицинске праксе, не треба елиминисати и утицај неприкосновеног ауторитета, религиозне спознаје Бога.
И лекари и исцелитељи дугују део свог унутрашњег ауторитета, уверење са којим обављају делатност, и веровању о постојању божанске силе. У том смислу нпр. покровитељи и управитељи многих од светски признатих болничких центара, су непосредно или посредно, велике црквене заједнице међу конфесијама хришћанства, у јудаизму, исламу, и сл, иако су многи од тих центара, истовремено, носиоци програма истраживања, и поштоваоци праксе прогресивних метода лечења, заснованих на ажурираним научним достигнућима у савременој медицини.
Преплитање у троуглу наука-магија-религија, често су бриколирајући елементи једног принципа са другим и чак трећим, у заједницама које почивају на моделу традиционалне културе, што је случај и са српским антропогеографским подручјем, у коме носиоци и извршитељи магијске праксе у ритуализованим ситуацијама употребљавају „култни инвентар„ С. Зечевић, Митска бића српских предања, Београд 1982, из хришћанских богослужбених ритуала, па различитим молитвама за здравље „призивају у помоћ“ хришћанске светитеље и самог Господа.

## Антагонизам савременог и традиционалног у лечењу
Преплитања, а чешће антагонизми у односу савременог и традиционалног у домену деловања медицине, где савремено подразумева код конзумената прогресивно, исправно, док је традиционално превазиђено и погрешно, постоје онолико дуго колико и религиозна веровања у људским заједницама. О томер говоре ови примери:
- У културама Далеког истока научна медицина је, на неки начин, импортована из Европе током колонијалних освајања.
- На огромном простору данашње Русије, има много преплетених утицаја култура са два континента, у време социјалистичког друштвеног уређења, алтернативни начини лечења подигнути су на академски ниво могућношћу да се различите традиционалне методе институционално проучавају.
- У западној култури, алтернативни методи лечења су легализовани, али остају на нивоу личног избора који је често условљен егзотиком самог метода и отуђеним начином живота у светским метрополама.
- У Србији постоје назнаке за законско регулисање алтернативних метода, мада се исцелитељи често прикривају под маском других делатности.[6] Изузетно агресивна маркетиншка кампања већине исцелитеља у Србији, уочљива је кроз њихови наступи у електронским медијима – који се користе у сврху промоције филозофских погледа на свет у функцији исцељења, потом специјализовани часописи као што су „Зона сумрака”, „Треће око”, „Нострадамус” и други. Они показују реалност српског тржишта и огроман капитал који је, највероватније, узрок и последица очигледног деловања квази медицинске делатности.[7]

Као комуникационе референце између пацијената и терапеута могу да помогну и медијски пласирана „писма читалаца“, захвалних пацијената, препоруке о резултатима терапија такве врсте психијатријске помоћи – неинституционализован огласни простор исцелитеља итд.

## Плурализам савременог и традиционалног у лечењу
И мада нико образован не сврстава методе традиционалне (алтернативне, комплементарне) медицине у окриље данас доминатне науке, традиционална (алтернативна и комплементарна) медицина, наиме, није утемељена у картезијанској дуалистичкој парадигми. Заснована је на другачијем, холистичком тумачењу човека и света. А људе, као и институције картезијанске цивилизације привукла је својим добрим терапијским резултатима.
Данас су на глобалном нивоу створени услови да се у већој мери прихвати поред политичког и терапијски, односно медицински плурализам. Он би се заснивао на томе да се методе традиционалне (алтернативне и комплементарне) медицине не тумаче моментално, према овдашњем доминантном систему вредности и према доминантном погледу на свет научне медицине. Принцип плурализма, у медицини подразумевао би поштовање вредности и нечег другог и другачијег, поштовање његове логике и филозофије, његових начина те његових тумачења и образложења. Тиме би прихватање терапијског плурализма омогућило да се развијее систем интегративне здравствене заштите, односно систем заснован на институционализованој сарадњи терапеута званичне и терапеута традиционалне (алтернативне и комплементарне) медицине.
Према искуствима неких великих средина (Кина, Индија, Северна Америка, Јужна Америка, Африка итд) где је присутан плурализам савременог и традиционалног у лечењу то је, на разне начине, резултовало троструким бенифитом: за кориснике система здравствене заштите, за здравствени систем и за државу.